# 박형주
박형주(1964년 3월 11일 ~ )는 대한민국의 수학자이다.

## 학력
- 고등학교 졸업학력 검정고시
- 서울대학교 물리학과 학사(1982~1986)
- 캘리포니아 대학교 버클리 캠퍼스 수학과 박사 졸업(1995)

## 경력
- 캘리포니아 대학교 버클리 캠퍼스 전자공학 "박사 후 연구원"(1995)
- 오클랜드 대학교 (미국) 조교수(1995~2000), 부교수(2001~2003)
- 고등과학원 계산과학부 교수(2004~2009)
- 포항공과대학교 수학과 주임교수(2009~2015)
- 국가수리과학연구소 수학원리응용센터장(2013~2015), 소장(2015~2017)
- 아주대학교 수학과 석좌교수(2015~2018)
- 국제 수학 연맹 집행위원(2015~2018)
- 아주대학교 총장(2018~2021)

## 수상
- 디아이 수학자상(대한수학회, 2016)
- 올해의 과학자상(2014)[1]

## 저서
- 제어이론과 신호 처리에서의 그뢰브너 기저(게오르그 레겐스부르거와 공동 편집/2007)
- 수학이 불완전한 세상에 대처하는 방법(2015)
- 내가 사랑한 수학자들(2017)
- 배우고 생각하고 연결하고(2018)

1. ↑  “보관된 사본”. 2021년 11월 27일에 원본 문서에서 보존된 문서. 2022년 7월 24일에 확인함.